# 奈良波良神社
奈良波良神社（ならはらじんじゃ）は、伊勢神宮皇大神宮（内宮）の摂社。内宮の摂社27社のうち第22位である。
社名の奈良波良は「楢原」を意味し、周辺地域がナラの木の多い原野であったことが窺われる。

## 概要
三重県度会郡玉城町宮古字矢倉戸833に鎮座する。丘陵地のやや下った地に鎮座し、東西は民有林に囲まれる。倭姫命が定めた神社である。石を神体とする。

### 社名と鎮座地
社名は「奈良波良神社」であるが、『皇太神宮儀式帳』では「楢原神社」と表記する。社名より、周辺がナラの木の原野であったことが分かるが、鎮座地の宮古は豊受大神宮（外宮）の神田である「宮古御園」のあった場所である。
『勢陽五鈴遺響』は、鎮座地「宮古」の名がこの地に遷都が予定されたものの大仏山が湧出したためにかなわず、地名だけ都（＝宮古）になったと解説する。『式内社調査報告』ではこの説を「妄説」と断じているが、社名の「奈良波良」と「宮古」（＝都）の関係を指摘している。玉城町役場は、宮古の旧表記は「宮子」であり、神様の恵を受ける宮の子であると解説する。

## 境内
社地の面積は9,500m2。古代の社地は5町（≒49,585m2）であった。江戸時代に再興された後、明治4年（1871年）に上知令で社域林を没収されたものの1892年（明治25年）に6段8畝19歩（≒6,807m2）が返還された。ヒノキを中心とし、スギ・マツなども混交する社叢が形成されている。
境内には信仰者から寄進された自然石製の手水鉢がある。紀州藩の建立した禁殺生石も残る。
社殿は境内のほぼ中央にあり、神明造の板葺で長さ5尺（≒1.5m）×広さ3尺5寸（≒1.1m）×高さ9尺7寸（≒2.9m）である。南側を向き、1重の玉垣に囲まれ、神明鳥居を備える。

## 祭神
祭神は那良原比女命（ならはらひめのみこと）。『宇治山田市史』では「奈良波良比女命」と表記する。大水上命（おおみなかみのみこと）の子である。
地域の産土神であり、国津神であった。田の灌漑、神田や楢原の守護神とされる。伝承によれば、倭姫命の旅の苦労を慮った那良原比女命は、倭姫命に守護地を差し出したという。

## 歴史
『皇太神宮儀式帳』に「同内親王定祝」とあることから、倭姫命の創建とされる。同書は延暦23年（804年）のものであることから、それ以前には既に存在し、祀られてきたことが分かる。中世には修繕もままならず、いつの日にか廃絶し、寛文3年9月8日（グレゴリオ暦：1663年10月8日）に大宮司の大中臣精長（河邊精長）の尽力により再興された。当地の古老が「若宮」という地名を太神宮末社と伝承していたことから、「若宮ノ谷」の西に再興したのであった。しかし『皇太神宮儀式帳』に記載された「坐五町、四至竝大山」と、再興地が一致しないことから、異論が続出している。薗田守良は『神宮典略』で旧社地が宮古の山奥にあったとし、御巫清直は『二宮管社沿革考』で再興地の字名が「矢倉戸」であることから再興されたのは愛洲氏の櫓跡であり、本来の社地は曹洞宗神照山廣泰寺だとした。上都神社を旧社地とする説もある。このような異論がある中、再建以降、社地の変遷はない。
社殿は1980年（昭和55年）10月8日に造り替えられた。

## 祭祀
常駐の神職はいないが、祝部が1名任命されており、平時の管理を務めている。
祈年祭（2月19日）・月次祭（6月19日と12月19日）・神嘗祭（10月19日）・新嘗祭（11月25日）には権禰宜、宮掌、出仕らが社前にて祭祀を行い、歳旦祭（1月1日）・元始祭（1月3日）・建国記念祭（2月11日）・風日祈祭（5月14日と8月4日）・天長祭（天皇誕生日）は内宮の五丈殿で遥祀を行う。

## 周辺
宮古集落から西へ進み、広瀬精工玉城工場に隣接する坂を下り、砂利道に入ると神社がある。付近には古墳群がみられる。
- JR参宮線田丸駅より徒歩約35分[5]。
- 伊勢自動車道玉城ICから自動車で約2分（約830m）。